# Kaliro
Kaliro  este un oraș  în  Uganda. Este reședinta  districtului Kaliro.